# پرترشنگا
پرترشنگا (به صربی: Pretrešnja) یک منطقهٔ مسکونی در صربستان است که در بلاتسه واقع شده‌است. پرترشنگا ۱۵۰ نفر جمعیت دارد.